# Aplogruppo I (Y-DNA)

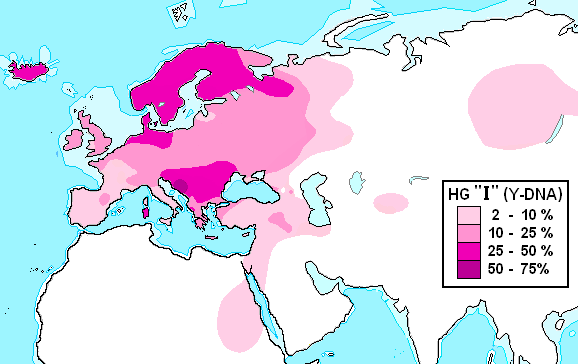
Distribuzione dell'aplogruppo I

L'aplogruppo del cromosoma Y I (M170, M258, P19, U179)  è un aplogruppo del cromosoma Y umano, studiano nella genetica umana, ramo del macro aplogruppo IJK.

## Albero filogenetico dell'aplogruppo I* (cromosoma Y)
| IJ | (M429/P125, P123, P124, P126, P127, P129, P130, S2, S22)                                  |
|    | (M429/P125, P123, P124, P126, P127, P129, P130, S2, S22)                                  |
|    | \| I \| (M170, M258, P19, P38, P212, U179) \| \| \| (M170, M258, P19, P38, P212, U179) \| |
|    |                                                                                           |
| I  | (M170, M258, P19, P38, P212, U179)                                                        |
|    | (M170, M258, P19, P38, P212, U179)                                                        |

| I | (M170, M258, P19, P38, P212, U179) |
|   | (M170, M258, P19, P38, P212, U179) |

| IJ | (M429/P125, P123, P124, P126, P127, P129, P130, S2, S22)                                  |
|    | (M429/P125, P123, P124, P126, P127, P129, P130, S2, S22)                                  |
|    | \| I \| (M170, M258, P19, P38, P212, U179) \| \| \| (M170, M258, P19, P38, P212, U179) \| |
|    |                                                                                           |
| I  | (M170, M258, P19, P38, P212, U179)                                                        |
|    | (M170, M258, P19, P38, P212, U179)                                                        |

| I | (M170, M258, P19, P38, P212, U179) |
|   | (M170, M258, P19, P38, P212, U179) |

| IJ | (M429/P125, P123, P124, P126, P127, P129, P130, S2, S22)                                  |
|    | (M429/P125, P123, P124, P126, P127, P129, P130, S2, S22)                                  |
|    | \| I \| (M170, M258, P19, P38, P212, U179) \| \| \| (M170, M258, P19, P38, P212, U179) \| |
|    |                                                                                           |
| I  | (M170, M258, P19, P38, P212, U179)                                                        |
|    | (M170, M258, P19, P38, P212, U179)                                                        |

| I | (M170, M258, P19, P38, P212, U179) |
|   | (M170, M258, P19, P38, P212, U179) |

| IJ | (M429/P125, P123, P124, P126, P127, P129, P130, S2, S22)                                  |
|    | (M429/P125, P123, P124, P126, P127, P129, P130, S2, S22)                                  |
|    | \| I \| (M170, M258, P19, P38, P212, U179) \| \| \| (M170, M258, P19, P38, P212, U179) \| |
|    |                                                                                           |
| I  | (M170, M258, P19, P38, P212, U179)                                                        |
|    | (M170, M258, P19, P38, P212, U179)                                                        |

| I | (M170, M258, P19, P38, P212, U179) |
|   | (M170, M258, P19, P38, P212, U179) |

| IJ | (M429/P125, P123, P124, P126, P127, P129, P130, S2, S22)                                  |
|    | (M429/P125, P123, P124, P126, P127, P129, P130, S2, S22)                                  |
|    | \| I \| (M170, M258, P19, P38, P212, U179) \| \| \| (M170, M258, P19, P38, P212, U179) \| |
|    |                                                                                           |
| I  | (M170, M258, P19, P38, P212, U179)                                                        |
|    | (M170, M258, P19, P38, P212, U179)                                                        |

| I | (M170, M258, P19, P38, P212, U179) |
|   | (M170, M258, P19, P38, P212, U179) |

| IJ | (M429/P125, P123, P124, P126, P127, P129, P130, S2, S22)                                  |
|    | (M429/P125, P123, P124, P126, P127, P129, P130, S2, S22)                                  |
|    | \| I \| (M170, M258, P19, P38, P212, U179) \| \| \| (M170, M258, P19, P38, P212, U179) \| |
|    |                                                                                           |
| I  | (M170, M258, P19, P38, P212, U179)                                                        |
|    | (M170, M258, P19, P38, P212, U179)                                                        |

| I | (M170, M258, P19, P38, P212, U179) |
|   | (M170, M258, P19, P38, P212, U179) |

| IJ | (M429/P125, P123, P124, P126, P127, P129, P130, S2, S22)                                  |
|    | (M429/P125, P123, P124, P126, P127, P129, P130, S2, S22)                                  |
|    | \| I \| (M170, M258, P19, P38, P212, U179) \| \| \| (M170, M258, P19, P38, P212, U179) \| |
|    |                                                                                           |
| I  | (M170, M258, P19, P38, P212, U179)                                                        |
|    | (M170, M258, P19, P38, P212, U179)                                                        |

| I | (M170, M258, P19, P38, P212, U179) |
|   | (M170, M258, P19, P38, P212, U179) |

| IJ | (M429/P125, P123, P124, P126, P127, P129, P130, S2, S22)                                  |
|    | (M429/P125, P123, P124, P126, P127, P129, P130, S2, S22)                                  |
|    | \| I \| (M170, M258, P19, P38, P212, U179) \| \| \| (M170, M258, P19, P38, P212, U179) \| |
|    |                                                                                           |
| I  | (M170, M258, P19, P38, P212, U179)                                                        |
|    | (M170, M258, P19, P38, P212, U179)                                                        |

| I | (M170, M258, P19, P38, P212, U179) |
|   | (M170, M258, P19, P38, P212, U179) |

| IJ | (M429/P125, P123, P124, P126, P127, P129, P130, S2, S22)                                  |
|    | (M429/P125, P123, P124, P126, P127, P129, P130, S2, S22)                                  |
|    | \| I \| (M170, M258, P19, P38, P212, U179) \| \| \| (M170, M258, P19, P38, P212, U179) \| |
|    |                                                                                           |
| I  | (M170, M258, P19, P38, P212, U179)                                                        |
|    | (M170, M258, P19, P38, P212, U179)                                                        |

| I | (M170, M258, P19, P38, P212, U179) |
|   | (M170, M258, P19, P38, P212, U179) |

| IJ | (M429/P125, P123, P124, P126, P127, P129, P130, S2, S22)                                  |
|    | (M429/P125, P123, P124, P126, P127, P129, P130, S2, S22)                                  |
|    | \| I \| (M170, M258, P19, P38, P212, U179) \| \| \| (M170, M258, P19, P38, P212, U179) \| |
|    |                                                                                           |
| I  | (M170, M258, P19, P38, P212, U179)                                                        |
|    | (M170, M258, P19, P38, P212, U179)                                                        |

| I | (M170, M258, P19, P38, P212, U179) |
|   | (M170, M258, P19, P38, P212, U179) |

| IJ | (M429/P125, P123, P124, P126, P127, P129, P130, S2, S22)                                  |
|    | (M429/P125, P123, P124, P126, P127, P129, P130, S2, S22)                                  |
|    | \| I \| (M170, M258, P19, P38, P212, U179) \| \| \| (M170, M258, P19, P38, P212, U179) \| |
|    |                                                                                           |
| I  | (M170, M258, P19, P38, P212, U179)                                                        |
|    | (M170, M258, P19, P38, P212, U179)                                                        |

| I | (M170, M258, P19, P38, P212, U179) |
|   | (M170, M258, P19, P38, P212, U179) |

| IJ | (M429/P125, P123, P124, P126, P127, P129, P130, S2, S22)                                  |
|    | (M429/P125, P123, P124, P126, P127, P129, P130, S2, S22)                                  |
|    | \| I \| (M170, M258, P19, P38, P212, U179) \| \| \| (M170, M258, P19, P38, P212, U179) \| |
|    |                                                                                           |
| I  | (M170, M258, P19, P38, P212, U179)                                                        |
|    | (M170, M258, P19, P38, P212, U179)                                                        |

| I | (M170, M258, P19, P38, P212, U179) |
|   | (M170, M258, P19, P38, P212, U179) |

| IJ | (M429/P125, P123, P124, P126, P127, P129, P130, S2, S22)                                  |
|    | (M429/P125, P123, P124, P126, P127, P129, P130, S2, S22)                                  |
|    | \| I \| (M170, M258, P19, P38, P212, U179) \| \| \| (M170, M258, P19, P38, P212, U179) \| |
|    |                                                                                           |
| I  | (M170, M258, P19, P38, P212, U179)                                                        |
|    | (M170, M258, P19, P38, P212, U179)                                                        |

| I | (M170, M258, P19, P38, P212, U179) |
|   | (M170, M258, P19, P38, P212, U179) |

| IJ | (M429/P125, P123, P124, P126, P127, P129, P130, S2, S22)                                  |
|    | (M429/P125, P123, P124, P126, P127, P129, P130, S2, S22)                                  |
|    | \| I \| (M170, M258, P19, P38, P212, U179) \| \| \| (M170, M258, P19, P38, P212, U179) \| |
|    |                                                                                           |
| I  | (M170, M258, P19, P38, P212, U179)                                                        |
|    | (M170, M258, P19, P38, P212, U179)                                                        |

| I | (M170, M258, P19, P38, P212, U179) |
|   | (M170, M258, P19, P38, P212, U179) |

| IJ | (M429/P125, P123, P124, P126, P127, P129, P130, S2, S22)                                  |
|    | (M429/P125, P123, P124, P126, P127, P129, P130, S2, S22)                                  |
|    | \| I \| (M170, M258, P19, P38, P212, U179) \| \| \| (M170, M258, P19, P38, P212, U179) \| |
|    |                                                                                           |
| I  | (M170, M258, P19, P38, P212, U179)                                                        |
|    | (M170, M258, P19, P38, P212, U179)                                                        |

| I | (M170, M258, P19, P38, P212, U179) |
|   | (M170, M258, P19, P38, P212, U179) |

| IJ | (M429/P125, P123, P124, P126, P127, P129, P130, S2, S22)                                  |
|    | (M429/P125, P123, P124, P126, P127, P129, P130, S2, S22)                                  |
|    | \| I \| (M170, M258, P19, P38, P212, U179) \| \| \| (M170, M258, P19, P38, P212, U179) \| |
|    |                                                                                           |
| I  | (M170, M258, P19, P38, P212, U179)                                                        |
|    | (M170, M258, P19, P38, P212, U179)                                                        |

| I | (M170, M258, P19, P38, P212, U179) |
|   | (M170, M258, P19, P38, P212, U179) |

## Descrizione
L'aplogruppo I è l'unico aplogruppo patrilneare generatosi ed evolutosi esclusivamente in Europa, a partire da 22000 anni dal presente. 
Divergendo dall'Aplogruppo IJ (Y-DNA), giunto in Europa dal Medio Oriente attraverso i balcani probabilmente prima dell'ultimo massimo glaciale, diventa preponderante nella cultura Gravettiana (c.ca 33,000-22,000).
Si ritiene che l'aplogruppo I si sia originato in Europa prima dell'ultimo massimo glagiale (LGM -  Last Glacial Maximum in inglese). All'aplogruppo appartengono tre subcladi, ognuno dei quali marca un'indipendente espansione della popolazione lungo diversi percorsi migratori durante e immediatamente dopo la glaciazione; tra queste l'I1a registra le più alte frequenze in Scandinavia, I1b*, che si estende dall'Adriatico orientale all'Europa orientale, e I1b2 che molto probabilmente ha avuto origine nel sud della Francia/penisola iberica.
Con avvento dell'agricoltura varie popolazioni dall'Anatolia e probabilmente parte dei Balcani meridionali si riversarono in tutta l'Europa, sia attraversando il Bosforo sia via mare, queste popolazioni portarono in europa una maggiore variabilità genetica, con l'aplogruppo G dominante e gli aplogruppi, J, H, L ed E minoritari, a far parte di questa migrazione furono anche alcuni gruppi di Balcanici appartenenti alla subclade I2. Questo nuovo assetto europeo rese l'I-M170 minoritario nella gran parte del continente.
Durante il periodo Neolitico persone appartenenti all'aplogruppo pre-I1 e I1 fecero parte della cultura di Ertebolle (5300-3950 a.C.), e della Cultura del bicchiere imbutiforme (4000-2700 a.C.). Le strutture megalitiche (5000-1200 a.C.) dell'Europa, inoltre, sono state costruite da persone appartenenti a tale aplogruppo.
Fuori dalla Scandinavia, da notare, la distribuzione dell'aplogruppo I1 è strettamente correlata con l'aplogruppo I2a1, segno che facevano parte di una stessa popolazione.
Il periodo della Cultura della ceramica cordata o "dell'ascia da combattimento" o "della sepoltura singola" (3200-1800 a.C.) segnò poi l'arrivo dei popoli Indoeuropei con aplogruppo R1a dalle steppe ucraine.
L'attuale assetto della popolazione europea e la distribuzione dell'aplogruppo I sono quelli successivi alla migrazione dei popoli indoeuropei tra il 4,000 e il 1,200 a.C. .

## Distribuzione
L'aplogruppo I rappresenta circa un quinto dei cromosomi Y europei.
Nonostante sia relativamente frequente negli Scandinavi, nella Germania del Nord, nei Sardi, nei Serbi e nel resto delle popolazioni delle Alpi dinariche della ex Jugoslavia, questi popoli presentano subcladi differenti dell'aplogruppo I.
Questo suggerisce che ognuna delle popolazioni ancestrali è oggi dominata da un particolare subclade che ha marcato una indipendente espansione della popolazione lungo diversi percorsi migratori durante e immediatamente dopo l'Era Glaciale.

## Principali sub-cladi dell'aplogruppo I
Le principali sub-cladi dell'aplogruppo I sono:
I1 (M253, M307, P30, P40) (ex I1a) con le più alte frequenze in Scandinavia, Germania del Nord, Islanda, e Europa nord-orientale. Nelle Isole britanniche la mutazione genetica I1-M253 è spesso usata come marcatore delle invasioni vichinghe o anglosassoni.
La diffusione dell'aplogruppo I1 è associato alle tribù nordiche paleolitiche (fra Germania settentrionale, Danimarca e Scandinavia meridionale), così come a tribù pre-germaniche e poi germaniche.
In seguito la diffusione fu determinata dalle invasioni germaniche, in Gran Bretagna (anglosassoni, vichinghi e normanni), Belgio (Franchi, Sassoni), Francia (Franchi, Visigoti e Burgundi), Germania meridionale (Franchi, Alamanni, Svevi, Marcomanni, Turingi e altri), Svizzera (Alamanni, Svevi, Burgundi), Spagna (Visigoti, Vandali e Svevi), Italia (Vandali, Goti, Eruli, Longobardi, Normanni, Suebi), Austria e Slovenia (Ostrogoti, Longobardi), Ucraina e Moldavia (Goti), Ungheria e Serbia settentrionale (Gepidi).
La presenza di I1 tra i polacchi (6%), cechi (11%), slovacchi (6%), ungheresi (8%) e serbi (8%) è probabilmente il risultato di secoli di influenza da loro vicini tedeschi e austriaci, ma potrebbe anche essere legata alla presenza, nei secoli, di germani orientali, come i Goti.
Una presenza interessante è poi in Macedonia (10%), dove potrebbero essersi diffusi i discendenti dei Goti che si stabilirono nell'Impero Romano d'Oriente nei secoli III e IV d.C..
Come accennato i vichinghi danesi e norvegesi hanno portato più esponenti I1 in Gran Bretagna, Irlanda, Isola di Man, in Normandia, le Fiandre, Iberia e Italia meridionale (Campania, Basilicata, Puglia, Calabria e Sicilia).
I vichinghi svedesi (Variaghi) crearono invece colonie in Russia e Ucraina ed avamposti nell'Impero Bizantino, il Caucaso e la Persia. 
La frequenza più alta di I1 nella Russia nordoccidentale (est del Mar Baltico), quindi, ricorda la forte presenza storica dei Variaghi, discesi dagli svedesi che fondarono il regno Rus' di Kiev.
I2 (M438) include I2a1 (P37.2) che è la forma più comune nei Balcani (soprattutto nelle Alpi Dinariche tra Croazia, Bosnia-Erzegovina e Serbia, nella variante I2a1b o M423) e in Sardegna (rappresenta l'aplogruppo più cospicuo nella variante I2a1a1 o M26 tra il 38.75% dei sardi).
I2 include inoltre il clade I2a2a (M223) che raggiunge discrete frequenze lungo le coste nord-occidentali dell'Europa continentale di lingua germanica, con picchi in Sassonia; da questa linea è derivato I2a2a1 (M284) tipico dell'Europa nord-occidentale e delle Isole Britanniche.
Il clade I2a2b (L38) invece è comune nelle Alpi occidentali, con picchi in Svizzera, Piemonte e Valle d'Aosta; tale clade è attribuibile alle popolazioni pre-celtiche ed è stato molto probabilmente diffuso con l'espansione della Cultura di La Tène.

## Filogenesi dei sub-cladi
- I* -
- I1 M253, CTS5783/S63, CTS11042/S66, L64, L75, L80, L81, L118, L121/S62, L123, L124/S64, L125/S65, L157.1, L186, L187, L840, L845/S110/YSC0000278, M307.2/P203.2, M450/S109, P30, P40, S107, S108, S111/Y1868; Il capostipite di questo gruppo si ritiene nato verso il 5.500 a.C. nell'Europa centro-orientale (attuale Ungheria), poi diffuso verso Germania settentrionale e Danimarca durante il mesolitico. È presente maggiormente in Nord Europa, con la più alta frequenza tra gli Scandinavi e tra i Sami, dove però deve essersi diffuso dall'epoca medievale. In Danimarca è al 30,5%, Finlandia 28%, Germania del Nord 18%, Islanda 33%, Paesi Bassi 18,5%, Norvegia 36%, Svezia 42%.
  - I1* -
  - I1a DF29/S438; Presente nel 35% dei cromosomi Y nel sud della Norvegia, Sud Ovest della Svezia ed in Danimarca, frequenze inferiori nelle aree di influenza germanica.
    - I1a* -
    - I1a1 CTS6364/Z2336
      - I1a1* -
      - I1a1a M227; (ex I1b, ex I1a1 ed ex I1a4). Presente in Polonia ed Europa orientale
        - I1a1a* -
        - I1a1a1 M72 (ex I1b1, ex I1a3)

      - I1a1b L22/S142 (ex I1a2, ex I1d). Ceppo nordico. Il capostipite è vissuto verso il 3.400 a.C.; attualmente tale apl. è presente con il marcatore 617>3 in Danimarca ed Inghilterra; con il marcatore 617≤3 in Norvegia e Svezia. 
        - I1a1b* (ex I1a2) -
        - I1a1b1 P109 (ex I1a2a, ex I1d1), Ceppo scandinavo e vichingo. È il più meridionale dei rami del gruppo scandinavo, presente inoltre in tutte le aree colonizzate dai vichinghi danesi; il capostipite del gruppo visse verso il 2.500 a.C. ed attualmente tale apl. è presente in Danimarca, Germania, Inghilterra, Norvegia, Italia, Spagna
        - I1a1b2 L205.1/L939.1/S239.1 (ex I1a2b, ex I1d2)
        - I1a1b3 Z74
          - I1a1b3* -
          - I1a1b3a L287/S240 (ex I1a2c, ex I1d3) Presente in Finlandia
            - I1a1b3a* -
            - I1a1b3a1 L258/S335 (ex I1d3a). Ceppo baltico (bothnian). Il capostipite è vissuto verso il 3.500 a.C.; attualmente tale apl. è presente con il marcatore 458≤15 in Finlandia occidentale; con il marcatore 458>15 in Finlandia Orientale
              - I1a2b3a1* -
              - I1a1b3a1a L296

          - I1a1b3b L813/S436/Z719; Scandinavia

        - I1a1b4 L300/S241 (ex I1a2d, ex I1d4); Presente in Svezia orientale ed in Finlandia occidentale

    - I1a2 S244/Z58 (ex I1a3, ex I1f)
      - I1a2* -
      - I1a2a S246/Z59
        - I1a2a* -
        - I1a2a1 S337/Z60, S439/Z61, Z62
          - I1a2a1* -
          - I1a2a1a S440/Z140, Z141;  nordico
            - I1a2a1a* -
            - I1a2a1a1 S1953/Z2535
              - I1a2a1a1* -
              - I1a2a1a1a S1954/YSC0000261
                - I1a2a1a1a* -
                - I1a2a1a1a1 L338/S197 (ex I1a3a1a1, ex I1f1a1a1) Gruppo germanico occidentale. Il capostipite è vissuto verso il 1.900 a.C.; attualmente tale apl. è presente in Paesi Bassi, Germania settentrionale, isole inglesi, Scozia ed Irlanda

              - I1a2a1a1b CTS10937/S4698/Z2538

            - I1a2a1a2 F2642/S2169
            - I1a2a1a3 A196

          - I1a2a1b S247/Z73
            - I1a2a1b* -
            - I1a2a1b1 L1302
              - I1a2a1b1* -
              - I1a2a1b1a BY147
              - I1a2a1b1b BY126

          - I1a2a1c L573; "germanico"
          - I1a2a1d L1248
            - I1a2a1d* -
            - I1a2a1d1 L803

        - I1a2a2 Z382; Gruppo anglosassone

      - I1a2b S296/Z138, Z139/S338, PF2805.2/Z2540.2; Germania occidentale
        - I1a2b* -
        - I1a2b1 Z2541

    - I1a3 S243/Z63
      - I1a3* -
      - I1a3a BY151
        - I1a3a* -
        - I1a3a1 >L849.2
          - I1a3a1* -
          - I1a3a1a S2078
            - I1a3a1a* -
            - I1a3a1a1 Y2245.2
              - I1a3a1a1* -
              - I1a3a1a1a L1237; "Gruppo continentale e britannico"
                - I1a3a1a1a* -
                - I1a3a1a1a1 FGC9550/Y6634

              - I1a3a1a1b S10360, S17023, S26266
                - I1a3a1a1b* -
                - I1a3a1a1b1 S15301
                  - I1a3a1a1b1* -
                  - I1a3a1a1b1a Y6228
                    - I1a3a1a1b1a* -
                    - I1a3a1a1b1a1 Y6229

                  - I1a3a1a1b1b Y3969

              - I1a3a1a1c CTS3848, FGC14479

            - I1a3a1a2 Y6375, Y6383

        - I1a3a2 BY351, BY352
          - I1a3a2* -
          - I1a3a2a BY332, BY354/ Y7075
            - I1a3a2a* -
            - I1a3a2a1 BY11, BY14, S11542

        - I1a3a3 BY62

  - I1b S249/Z131; ceppo germanico-occidentale
    - I1b* -
    - I1b1 CTS6397
- I2 M438/P215/PF3853/S31, L68/PF3781/S329 (ex I1b)
  - I2* -
  - I2a L460/PF3647/S238
    - I2a* -
    - I2a1 P37.2/PF4004 (ex I1b1 ed ex I1b), più frequente in Europa orientale e nei Balcani nord occidentali Croazia, Erzegovina, Serbia ed Alpi dinariche (40-50%)
      - I2a1* -
      - I2a1a CTS595
        - I2a1a* -
        - I2a1a1 M26/PF4056, L158/PF4073/S433, L159.1/S169.1 (conosciuto come I1b2 fino al 2005, I1b1b nel 2006-7, e I2a1 nel 2008-2010); 38,7% dei Sardi, 9% dei Baschi, in forma minima: nelle isole Baleari, Castiglia, Francia sud-orientale, Svezia, Gran Bretagna, Irlanda.
          - I2a1a1* -
          - I2a1a1a L672/S327
            - I2a1a1a* -
            - I2a1a1a1 L160/PF4013/S184
              - I2a1a1a1* -
              - I2a1a1a1a PF4088/S5312
                - I2a1a1a1a* -
                - I2a1a1a1a1 CTS11338/PF4194
                  - I2a1a1a1a1* -
                  - I2a1a1a1a1a PF4189
                  - I2a1a1a1a1b Z118

              - I2a1a1a1b F1295

        - I2a1a2 S21825
          - I2a1a2* -
          - I2a1a2a L1286
            - I2a1a2a* -
            - I2a1a2a1 L1287
              - I2a1a2a1* -
              - I2a1a2a1a L233/S183
                - I2a1a2a1a* -
                - I2a1a2a1a1 A417

            - I2a1a2a2 L880

          - I2a1a2b L1294

      - I2a1b M423, CTS176/S2621, CTS1293/S2632, CTS1802/S2638, CTS5375/S2679, CTS5985/S2687, CTS7218/S2702, CTS8239/S2715, CTS8486/S2722, CTS11030/S2768, L178/S328; tipico dei Balcani e dei Carpazi, associato alla cultura Cucuteni-Tripolye
        - I2a1b* -
        - I2a1b1 L161.1/S185
          - I2a1b1* -
          - I2a1b1a L1498
          - I2a1b1b PF4135

        - I2a1b2 L621/S392
          - I2a1b2* -
          - I2a1b2a CTS10936
            - I2a1b2a* -
            - I2a1b2a1 CTS5966, CTS10228, L147.2
              - I2a1b2a1* -
              - I2a1b2a1a S17250/YP204
                - I2a1b2a1a* -
                - I2a1b2a1a1 Z16971
                - I2a1b2a1a2 Y4882
                - I2a1b2a1a3 A356/Z16983

              - I2a1b2a1b Y4460
                - I2a1b2a1b* -
                - I2a1b2a1b1 Y3118

    - I2a2 M436/P214/PF3856/S33, L35/PF3862/S150, L37/PF6900/S153, L181, P216/PF3855/S30, P217/PF3854/S23, P218/S32; conosciuto come I1c fino al 2005 e I2b fino al 2010; è associato con i pre-germanici; poco diffuso, rilevato in Germania, Paesi Bassi, Belgio, Danimarca, Inghilterra (esclusa Cornovaglia), estremità meridionali di Svezia e Norvegia, Francia nord-occidentale, piccolissima presenza anche in Italia centrale, Moldavia e altre aree dell'Europa orientale
      - I2a2* -
      - I2a2a M223, L34/PF3857/S151, L36/S152, L59, L368, L622, P219/PF3859/S24, P220/S119, P221/PF3858/S120, P222/PF3861/U250/S118, P223/PF3860/S117, Z77; ex I1c ed "I2b1", Questo ceppo rappresenta oltre il 90% di I2a2. È comune in Germania, dove è presente in circa l'11% della popolazione maschile, è presente in percentuale minore anche in Sardegna
        - I2a2a* -
        - I2a2a* -
        - I2a2a1 CTS616, CTS9183
          - I2a2a1* -
          - I2a2a1a Y3721
            - I2a2a1a* -
            - I2a2a1a1 M284 'ex I2a2a1, ex I1b2a1, ex I1c1 ed ex I2b1a (ceppo inglese)
              - I2a2a1a1* -
              - I2a2a1a1a L1195
                - I2a2a1a1a* -
                - I2a2a1a1a1 L126/S165, L137/S166, L369
                  - I2a2a1a1a1* -
                  - I2a2a1a1a1a FGC20048/S7753/Y4171
                    - I2a2a1a1a1a* -
                    - I2a2a1a1a1a1 Y4750

                - I2a2a1a1a2 L1193
                  - I2a2a1a1a2* -
                  - I2a2a1a1a2a CTS4922, Y3684, Y3713

            - I2a2a1a2 Z2057, Z2083, Z2093
              - I2a2a1a2* -
              - I2a2a1a2a L1229 (ceppo anglosassone)
                - I2a2a1a2a* -
                - I2a2a1a2a1 Y3681, Z2069
                  - I2a2a1a2a1* -
                  - I2a2a1a2a1a Z2058
                    - I2a2a1a2a1a* -
                    - I2a2a1a2a1a1 Z2054
                      - I2a2a1a2a1a1* -
                      - I2a2a1a2a1a1a L812/S391
                      - I2a2a1a2a1a1b Y7244
                        - I2a2a1a2a1a1b* -
                        - I2a2a1a2a1a1b1 P53.3
                        - I2a2a1a2a1a1b2 Y7243

                      - I2a2a1a2a1a1c FGC15106/Y4334, Y4332
                        - I2a2a1a2a1a1c* -
                        - I2a2a1a2a1a1c1 Y4760

                      - I2a2a1a2a1a1d BY138

                - I2a2a1a2a2 L1230

              - I2a2a1a2b Y7240

          - I2a2a1b CTS10057, CTS10100
            - I2a2a1b* -
            - I2a2a1b1 L701, L702 (ceppo europeo continentale)
            - I2a2a1b1* -
              - I2a2a1b1a P78
                - I2a2a1b1a* -
                - I2a2a1b1a1 S25733
                  - I2a2a1b1a1* -
                  - I2a2a1b1a1a A427
                    - I2a2a1b1a1a* -
                    - I2a2a1b1a1a1 S23612, Y4884
                      - I2a2a1b1a1a1* -
                      - I2a2a1b1a1a1a Y5360, Y5359
                      - I2a2a1b1a1a1b S10702, Y6396

              - I2a2a1b1b L699, L703
                - I2a2a1b1b* -
                - I2a2a1b1b1 L704
                - I2a2a1b1b2 S12195, S21579, Y5669
                  - I2a2a1b1b2* -
                  - I2a2a1b1b2a Y6973, BY159/Y6996

            - I2a2a1b2 Z161 (ceppo tedesco)
              - I2a2a1b2* -
              - I2a2a1b2a L801/S390
                - I2a2a1b2a* -
                - I2a2a1b2a1 CTS1977
                  - I2a2a1b2a1* -
                  - I2a2a1b2a1a Y5282
                    - I2a2a1b2a1a* -
                    - I2a2a1b2a1a1 S8522
                      - I2a2a1b2a1a* -
                      - I2a2a1b2a1a1a P95

                    - I2a2a1b2a1a2  CTS1858
                      - I2a2a1b2a1a2* -
                      - I2a2a1b2a1a2a CTS10148

                  - I2a2a1b2a1b Y7152, S16196

                - I2a2a1b2a2 CTS6433
                  - I2a2a1b2a2* -
                  - I2a2a1b2a2a S2364
                    - I2a2a1b2a2a* -
                    - I2a2a1b2a2a1 Z78
                      - I2a2a1b2a2a1* -
                      - I2a2a1b2a2a1a Z185
                        - I2a2a1b2a2a1a* -
                        - I2a2a1b2a2a1a1 Z180
                          - I2a2a1b2a2a1a1* -
                          - I2a2a1b2a2a1a1a L1198
                            - I2a2a1b2a2a1a1a* -
                            - I2a2a1b2a2a1a1a1 Z190
                              - I2a2a1b2a2a1a1a1* -
                              - I2a2a1b2a2a1a1a1a S434/Z79

                        - I2a2a1b2a2a1a2 P195.2

                    - I2a2a1b2a2a2 ZS20
                      - I2a2a1b2a2a2* -
                      - I2a2a1b2a2a2a CTS661/L1272

                    - I2a2a1b2a2a3 Y4955
                      - I2a2a1b2a2a3* -
                      - I2a2a1b2a2a3a Y5695
                        - I2a2a1b2a2a3a* -
                        - I2a2a1b2a2a3a1 Y7263
                        - I2a2a1b2a2a3a Y5692

                  - I2a2a1b2a2b L1425
                    - I2a2a1b2a2b* -
                    - I2a2a1b2a2b1 CTS5332.2/PF7472.2

              - I2a2a1b2a3 L1290, L1317
              - I2a2a1b2b L623, L147.3
              - I2a2a1b2c CTS11871/S3673

        - I2a2a2 S9403/SK1254, Y6098
          - I2a2a2* -
          - I2a2a2a L1228
          - I2a2a2b Y6099

      - I2a2b L38/S154, L39/S155, L40/S156, L65.1/S159.1, L272.3
        - I2a2b* -
        - I2a2b1 L533/S295
        - I2a2b2 S2606
          - I2a2b2* -
          - I2a2b2a S24121

  - I2b L415/S435, L416, L417/S332; trovato in Germania, Italia e Scozia
  - I2c L596/PF6907/S292, L597/S333; originario della zona renana
    - I2c* -
    - I2c1 PF3892, PF3904, PF3918, PF3924, PF3933
      - I2c1* -
      - I2c1a L1251
      - I2c1b CTS4092
        - I2c1b* -
        - I2c1b1 CTS7767.1
          - I2c1b1* -
          - I2c1b1a PF6328
            - I2c1b1a* -
            - I2c1b1a1 F2044

    - I2c2 PF3827